# Michał Jaworski (ur. 1962)
Michał Jaworski (ur. 12 lutego 1962) – dyrektor ds. polityki korporacyjnej Microsoftu, najstarszy stażem pracownik tej firmy w Polsce.
W 1985 roku ukończył studia na Wydziale Mechaniki Precyzyjnej Politechniki Warszawskiej.
W latach 2002–2005 współpracował z Institute for Prospective Technological Studies w Sewilli, współtworząc dwa raporty na temat rozwoju społeczeństwa informacyjnego i gospodarki opartej na wiedzy w Europie Wschodniej. Brał udział w tworzeniu projektów Interkl@asa i „Internet dla Szkół”. Pracował nad stworzeniem Strategii Rozwoju Społeczeństwa Informacyjnego dla Polski. Wielokrotnie prowadził i wygłaszał prelekcje na konferencjach poświęconych tematyce informatycznej i rozwojowi społeczeństwa informacyjnego. Laureat nagrody Info Star za rok 2008 w kategorii: propagowanie informatyki.
Od 2001 roku jest członkiem rady Polskiej Izby Informatyki i Telekomunikacji. W kwietniu 2009 roku został wybrany na wiceprezesa PIIT ds. rozwoju społeczeństwa informacyjnego. Wiceprezes Polskiego Związku Pracodawców Prywatnych Informatyki i Telekomunikacji. Jest członkiem Polskiego Towarzystwa Informatycznego i ekspertem Krajowej Izby Gospodarczej. Bierze udział w pracach Koalicji na Rzecz Rozwoju Społeczeństwa Informacyjnego.